# Roșia (okręg Mehedinți)
Roșia – wieś w Rumunii, w okręgu Mehedinți, w gminie Căzănești. W 2011 roku liczyła 114 mieszkańców.